# الكسندر بيتر كوكبورن
الكسندر بيتر كوكبورن هو سياسي كندي، ولد في 7 أبريل 1837، وتوفي في 2 يونيو 1905 في تورونتو في كندا. نشط حزبياً في الحزب الليبرالي الكندي. وقد انتخب عضو برلمان مقاطعة أونتاريو ‏ وانتخب عضو مجلس العموم الكندي.